# Museo Georgia O'Keeffe
El Museo Georgia O'Keeffe está dedicado al legado artístico de Georgia O'Keeffe, a su vida, al modernismo americano y al compromiso público. Se inauguró el 17 de julio de 1997, once años después de su muerte. Comprende varios sitios en dos ubicaciones: Santa Fe y Abiquiu, ambas en Nuevo México. Además de los fondos del Museo Georgia O'Keeffe (también llamado las Galerías del Museo) el O'Keeffe de Santa Fe incluye una Biblioteca, el Archivo dentro del centro de investigación de la histórica Casa Alfred M. Bergere y un anexo de Educación para la juventud y programas públicos; En Abiquiu está la que fue su casa, su estudio y el Centro de Bienvenida O'Keeffe. También encontraremos las clásicas  tiendas de museos tanto en Santa Fe como en Abiquiu. La otra casa de Georgia O'Keeffe en la propiedad de Ghost Ranch también es parte de los activos del Museo O'Keeffe, pero no está abierta al público.

## Historia
El museo privado, sin ánimo de lucro se fundó en noviembre de 1995 por los filántropos Anne Windfohr Marion y John L. Marion, residentes ocasionales de Santa Fe. El edificio principal del museo fue diseñado por el arquitecto Richard Gluckman en colaboración con la firma de Santa Fe, Allegretti Architects. Los proyectos de Gluckman están en incluidos en la colección permanente del Museo Whitney de Arte Estadounidense en Nueva York y en el Museo Andy Warhol en Pittsburgh, Pensilvania.
Peter H. Hassrick y Jay Cantor dirigieron el museo durante su primer año. George King fue director desde 1998 hasta 2009 y Robert Kret, de 2009 hasta principios de 2019. El director actual del O'Keeffe es Cody Hartley. Hartley formaba parte de la plantilla del museo desde 2013 como director de asuntos curatoriales, director sénior de colecciones e interpretación, y director suplente. Sobre su visión del museo, Hartley ha dicho "Quiero que nuestros amigos y vecinos piensen en el O'Keeffe como una institución amada, que forma parte de la comunidad como un buen vecino, que ofrece una buena programación de actividades que realmente beneficien a sus hijos y a ellos mismos."
Las colecciones del museo son el repositorio más grande del trabajo de Georgia O'Keeffe y de sus objetos personales, incluyendo los de sus casas históricas. Durante años las obras de O'keeffe viajaron por museos y galerías. Algunos materiales seleccionados se pueden ver en la Biblioteca y Archivos y en el Centro de Bienvenida O'Keeffe. En Abiquiu está el estudio y la casa de la artista, la que fuera su  residencia principal desde finales de los 40 hasta el fin de su vida. Incluye también el jardín de la artista del que se encargan los alumnos de la localidad. El fondo del museo incluye muchos de los trabajos claves de Georgia O'Keeffe, desde las abstracciones innovadoras del artista a sus icónicas flores de gran formato, los cráneos, las pinturas de paisajes de rocas y formas arquitectónicas, conchas, y árboles. Inicialmente, la colección comprendía 140 obras entre pinturas, acuarelas, pasteles, y esculturas, en la actualidad incluye casi 1.200 objetos.

## Exposiciones e instalaciones destacadas
- 2008: Georgia O'Keeffe and the Women of the Stieglitz Circle (organized with the High Museum of Art, Atlanta, Georgia)[10]
- 2008: Georgia O'Keeffe and Ansel Adams: Natural Affinities
- 2008: O'Keeffe in New Mexico: At the Education Annex
- 2008: Georgia O'Keeffe and the Camera: The Art of Identity
- 2009: Modernists in New Mexico: Works from a Private Collector
- 2009: Georgia O'Keeffe: Beyond Our Shores[11]
- 2009: New Mexico and New York: Photographs of Georgia O'Keeffe
- 2010: Susan Rothenberg: Moving in Place (organized with the Modern Art Museum of Fort Worth)
- 2010: Georgia O'Keeffe: Abstraction (traveled to the Whitney Museum of American Art, New York, 17 de septiembre de 2009 – 17 de enero de 2010, and The Phillips Collection, Washington D. C., 6 de febrero de 2010 – 9 de mayo de 2010)
- 2010: O'Keeffiana Art and Art Materials
- 2011: Shared Intelligence: American Painting and the Photograph
- 2011: From New York to Corrymore: Robert Henri & Ireland
- 2012: Georgia O'Keeffe and the Faraway: Nature and Image
- 2013: Annie Leibovitz: Pilgrimage (organized by Smithsonian American Art Museum)
- 2013: Georgia O'Keeffe in New Mexico: Architecture, Katsinam, and the Land
- 2013: Modern Nature: Georgia O'Keeffe and Lake George (organized with The Hyde Collection, Lake George, New York)
- 2014: Georgia O’Keeffe and Ansel Adams: The Hawai'i Pictures
- 2014: Georgia O’Keeffe: Abiquiu Views
- 2014: Georgia O’Keeffe: Ghost Ranch Views[12]
- 2015: Modernism Made in New Mexico
- 2016: Contemporary Voices: Susan York: Carbon
- 2016: O'Keeffe at the University of Virginia, 1912–1914
- 2017: Contemporary Voices: Journey to Center: New Mexico Watercolors by Sam Scott
- 2018: Contemporary Voices: The Black Place: Georgia O'Keeffe and Michael Namingha
- 2019: Contemporary Voices: Ken Price

Para mostrar mejor su colección, el museo se ha alejado del formato de exposición estándar y va cambiando las piezas que se exhiben en las galerías del museo.

## Biblioteca y archivo
La Biblioteca y Archivo de la Fundación Familiar Michael S. Engl apoya las exposiciones, las colecciones y actividades del Museo a través de servicios y recursos de investigación con énfasis en los estudios de Georgia O'Keeffe y sus contemporáneos, historias locales relacionadas y el Modernismo. La Biblioteca y el Archivo ponen a disposición del público y del personal del museo una gran variedad de materiales para apoyar la investigación.
La colección y el archivo están disponibles públicamente a través de la página web del museo.

## Casas históricas de Georgia O'Keeffe
La casa de Georgia O'Keeffe y El Estudio están en Abiquiú, aproximadamente 53 millas al norte de Santa Fe. Los tours para el público están disponibles de marzo a noviembre.
También forma parte del museo otra casa de Giorgia O'Keeffe, en la propiedad Ghost Ranch, 20 minutos al norte de Abiquiú. Actualmente no está abierta al público. The Ghost Ranch es propiedad y está gestionado por la por la iglesia presbiteriana y se utiliza para retiros educativos, no es propiedad del Museo de O'Keeffe aunque ofrece visitas especiales para contemplar los paisajes que inspiraron muchos de los trabajos icónicos de Georgia O'Keeffe.

## Cultura popular
El museo O'Keeffe y la pintura Mi Última Puerta aparecen el episodio "Abiquiu" de la serie de 2010 Breaking Bad.